# Ngada (Kobdombo)
Pour les articles homonymes, voir Ngondo.
Ngada est un village du Cameroun, situé dans la commune de Kobdombo, le département du Nyong-et-Mfoumou et la région du Centre.

## Population
En 1961, Ngada comptait 156 habitants, principalement des Yebekolo. Lors du recensement de 2005, on y a dénombré 364 personnes.